# 連城訣 (電影)
《連城訣》是1980年上映的一部香港電影，改編自香港作家金庸所撰寫的武俠小說《連城訣》。電影主要讲丁典的遭遇，以及众人为了价值连城的珠宝而相互残杀相互猜忌。

## 人物角色
| 角色名稱 | 演員   | 備註         |
| -------- | ------ | ------------ |
| 凌退思   | 岳華   | 知府         |
| 凌霜華   | 施思   | 凌退思的女兒 |
| 丁典     | 白彪   | 狄雲的恩師   |
| 狄雲     | 吳元俊 | 戚芳的師兄   |
| 戚芳     | 廖麗玲 | 狄雲的師妹   |
|          | 關鋒   |              |
|          | 屠龍   |              |
|          | 艾飛   |              |
|          | 曹達華 |              |
|          | 韋弘   |              |
|          | 湯錦棠 |              |
|          | 詹森   |              |

## 外部連結
- 開眼電影網上《連城訣》的資料（繁體中文）
- 香港影庫上《連城訣》的資料（繁體中文）
- 时光网上《連城訣》的資料（简体中文）
- 豆瓣电影上《連城訣》的資料 （简体中文）
- AllMovie上《連城訣》的资料（英文）
- 互联网电影数据库（IMDb）上《連城訣》的资料（英文）